# Kiby
Kiby är ett fiskeläge i Vadsø kommun i Finnmark fylke i norra Norge. Orten ligger vid Varangerfjorden omkring fyra kilometer öster om staden Vadsø.
Fiskesamhället hade 208 invånare 1891,  men endast 39 invånare 2003.

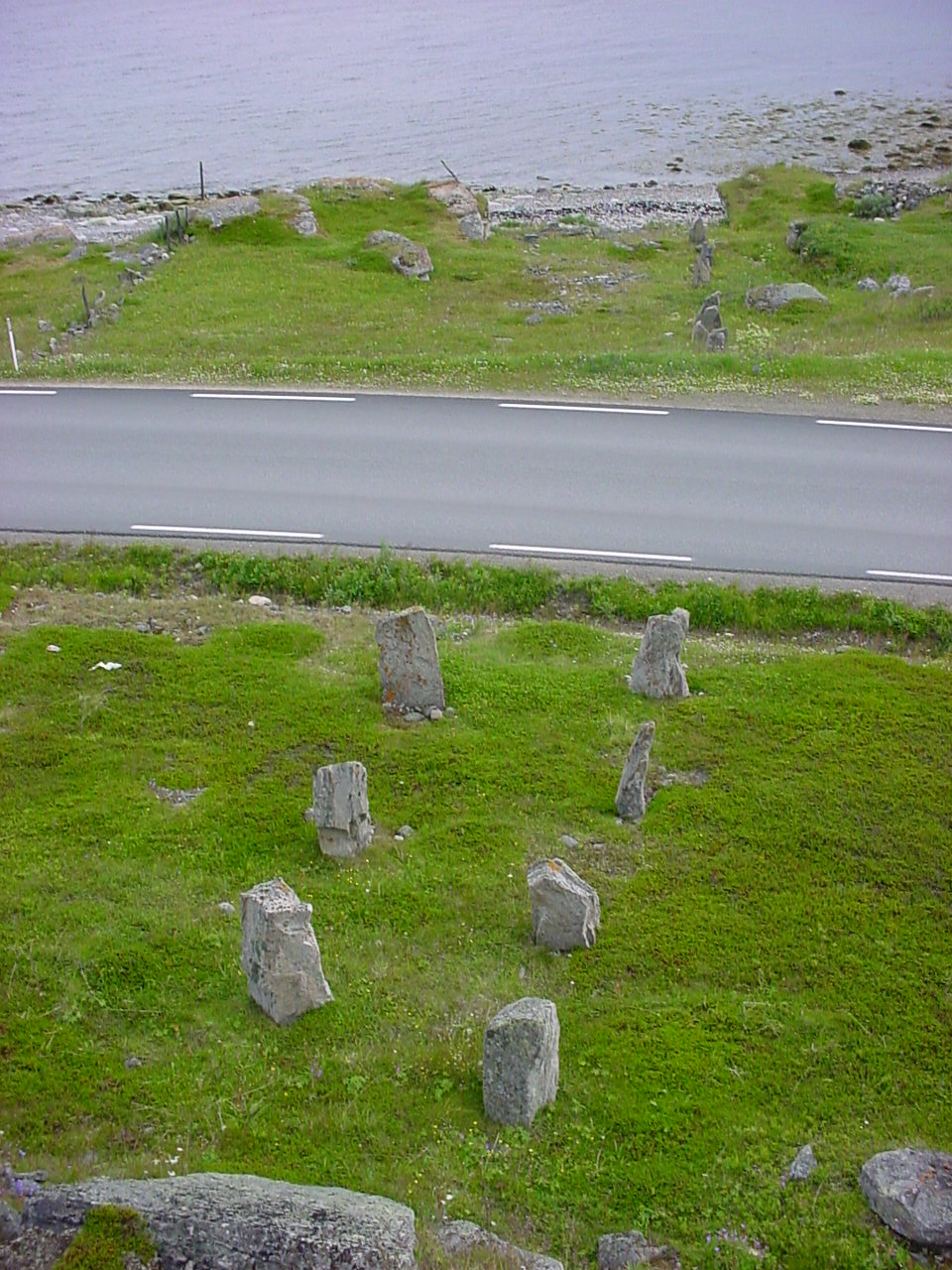
Megaliter i Kiby

Vardø flygplats ligger i Kiby, och Europaväg 75 passerar orten.

## Historik
Ortens namn stavades tidigare Tyby eller Tiby. Namnet kan komma från Kjyvby ("Tjuvbyn").
År 1811 dog 70 av de då 250–300 invånarna i Kiby och Vadsø i en smittsam sjukdom.

## Dialekt
Dialekten i Kiby, tillsammans med den i Ekkerøy, skiljer sig från dialekterna i övriga Finnmark. Bland annat används där negationen ikkje, medan det i övrigt i Finnmark heter ikke. Kiby och Ekkerøy har haft inflyttare från norra Nordfjord och södra Sunnmøre, vilket kan förklara att dialekten där bygger på språk i västra Norge.